# Purple (шифровальная машина)

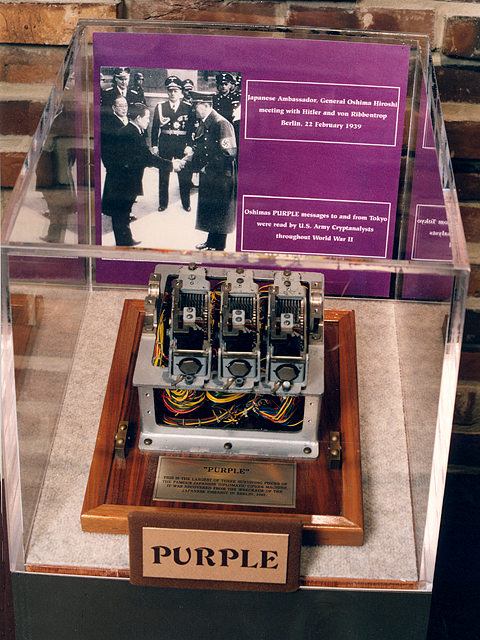
Деталь шифровальной машины Purple, обнаруженная силами США в конце Второй мировой войны в японском посольстве в Берлине

Purple — американское кодовое название японской шифровальной машины, известной в Японии как «Алфавитная пишущая машина типа 97» (яп. 九七式欧文印字機 Кю:-сити-сики о:бун индзи-ки) или «Шифровальная машина типа B» (яп. 暗号機 タイプB Анго:ки тайпу би:). Она использовалась Министерством иностранных дел Японии до и во время Второй мировой войны. Механизм работы прибора был основан на работе шагового искателя.
Проект по дешифровке информации получил в США кодовое имя Magic.
Шифровальная машина Purple пришла на замену шифратору Red, использовавшемуся тогда Министерством иностранных дел Японии. Помимо них, Япония использовала тогда шифраторы CORAL и JADE.

## История развития японских шифровальных машин

### Обзор
Императорский флот Японии разрабатывал шифровальную машину независимо от сухопутных войск. Командование считало, что шифратор достаточно криптоустойчив, поэтому не предприняло никаких попыток модернизации для улучшения защищенности. По всей видимости, такое решение было принято благодаря математику Тэйдзи Такаги, не имевшему опыта в криптоанализе. Шифровальные машины Red и Purple поставлялись Министерству иностранных дел Военным флотом, при этом ни одна из сторон не знала об уязвимостях системы.
Незадолго до конца войны командование сухопутных войск предупредила ВМФ об обнаруженных недочетах, однако флот не предпринял никаких ответных действий.
Сухопутные войска за период с 1932 по 1941 год разработали шифровальные машины 92-shiki injiki (九二式印字機), 97-shiki injiki (九七式印字機) и 1-shiki 1-go injiki (一式一号印字機), в основе которых лежал тот же принцип, что и у Энигмы. Но они использовались гораздо реже, так как командование решило, что Purple более защищена.

### Прототип Red
После того, как стало известно, что американское Бюро шифров смогло получить практически полный доступ к данным японской делегации на Вашингтонском морском соглашении, японские вооруженные силы были вынуждены пересмотреть меры безопасности. Таким образом в преддверии Лондонского морского договора Императорский флот создал свою первую шифровальную машину. Ответственным за разработку шифратора был капитан Рисабуро Ито (伊藤利三郎), Отделение 10 (коды и шифры) Генерального штаба Императорского флота Японии.
Шифратор разрабатывался в Техническом институте ВМФ Японии в секции 6 отдела электротехнических исследований. В 1928 году главный конструктор Кадзуо Танабэ (田辺一雄) и коммандер Гонъитиро Какимото (柿本権一郎) создали прототип Red, Ō-bun taipuraita-shiki angō-ki (欧文タイプライタ暗号機) («Шифровальная печатная машина на латинском алфавите»).
Прототип использовал тот же принцип, что и шифровальная машина Криха (в том числе и коммутационная панель. Данная модель была использована Министерством иностранных дел и силами ВМФ во время обсуждения формулировок Лондонского морского договора.

### Red
Прототип в конечном итоге был реализован в 1931 году в модели 91-shiki injiki (九一式印字機, «Печатная машина Тип-91»). 1931 год согласно Имперскому календарю был 2591 годом, таким образом дав имя модели.
Министерство иностранных дел также использовала 91-shiki injiki с латинским алфавитом, известная как Angooki Taipu-A (暗号機 タイプA, «Шифровальная машина Тип-А»). Данной модели американскими криптоаналитиками было дано кодовое имя «Red».
Red был ненадежён и требовал ежедневной чистки контактов. Он шифровал гласные (AEIOUY) и согласные по отдельности (возможно, для снижения стоимости телеграмм), и это являлось серьёзной уязвимостью. Помимо этой модели, ВМФ использовал на своих базах и кораблях 91-shiki injiki с азбукой кана.

### Purple
В 1937 году было завершено создание нового поколения шифраторов — 97-shiki injiki (九七式印字機, «Печатная машина Тип-97»). Министерством иностранных дел использовалась модификации этой модели Angooki Taipu-B (暗号機 タイプB, «Печатная машина Тип-B»), известная американским криптоаналитикам под кодовым именем Purple.
Главным конструктором Purple был Кадзуо Танабэ (田辺一雄), а его инженерами — Масадзи Ямамото (山本正治) и Эйкити Судзуки (鈴木恵吉). Стоит отметить, что именно Эйкити Судзуки предложил использовать шаговый искатель для повышения криптостойкости.
Безусловно, Purple был более надежен, чем Red. Однако, командование ВМФ не знало, что Red уже взломан, а Purple унаследовал уязвимость своего предшественника, а именно разделение шифрования гласных и согласных, которое было прозвано Разведывательным США управлением по сигналам «шесть-на-двадцать» («sixes-twenties»).

## Криптоанализ уязвимостей

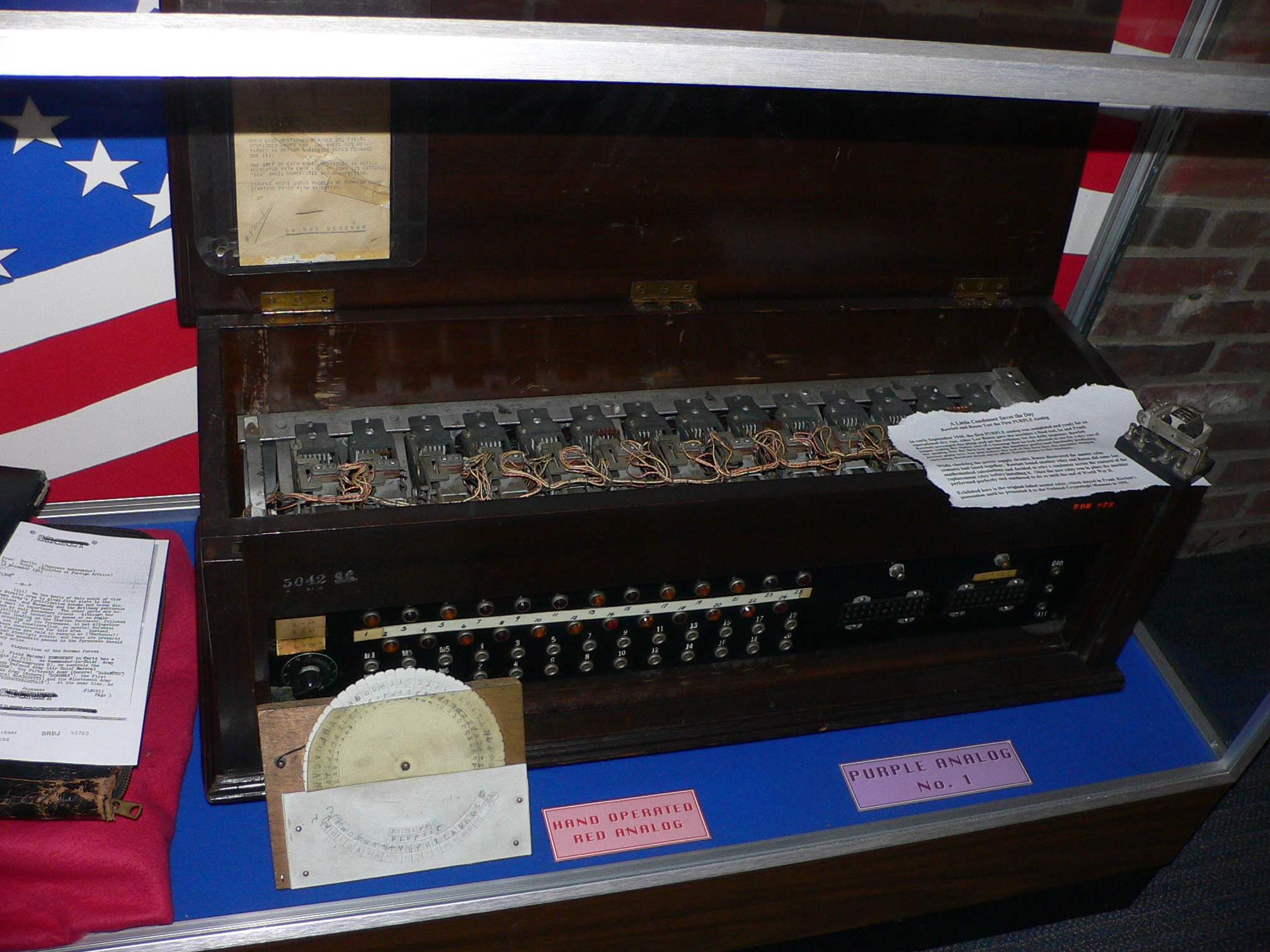
Аналог шифровальной машины Purple, созданный разведывательным управлением США по сигналам. На фото также можно увидеть шифровальную машину Red

При шифровании из печатного текста (из латинских букв) создавался шифротекст. Для дешифровки процесс повторялся в обратном порядке. В идеале получалась система совершенной криптостойкости. Но на практике ошибки при шифровании, в основном при выборе ключа, сделали систему менее защищенной, чем она могла бы быть; в этом отношении она повторила судьбу немецкой Энигмы. Шифр был взломан командой криптоаналитиков из разведывательного управления по сигналам, которое в то время было под управлением Уильяма Фридмана. В основу реконструкции шифратора легли идеи Ларри Кларка, а благодаря лейтенанту Френсису А. Рэйвену, ВМФ США, стал известен способ изменения ключа. Рэйвен обнаружил, что японцы разделяли месяц на три периода по 10 дней, и в течение каждого из них использовался ключ первого дня с небольшими предсказуемыми изменениями.
Японское командование в течение всей войны считало, что шифр хорошо защищен от взлома, даже после того, как немецкое командование сообщило об обратном. В апреле 1941 дипломат из посольства Германии в Вашингтоне Ганс Томсен отправил министру иностранных дел Германии Иоахиму фон Риббентропу сообщение, в котором говорил, что из «абсолютно надёжного источника» ему стало известно, что японский дипломатический шифр (то есть Purple) был взломан американцами. Источником, очевидно, был Константин Александрович Уманский, посол СССР в США, который смог сделать такой вывод, основываясь на сообщениях Самнера Уэллеса. Информация была перенаправлена японцам, однако использование шифра не было прекращено.
После поражения Германии в 1945 году США обнаружила детали к шифровальной машине в японском посольстве в Германии. Оказалось, что японцы использовали тот же шаговый искатель, какой использовал Лео Розен из разведывательного управления при постройке реплики Purple в 1939 и 1940 годах. Шаговые искатели широко использовались как коммутационные аппараты в высокотехнологичных АТС в странах с продвинутыми телефонными сетями в больших городах, в их числе в США, Канаде, Великобритании и Японии.
По всей видимости, все шифровальные машины в японских посольствах и консульствах в остальных частях мира (то есть в странах Оси, Вашингтоне, Москве, Лондоне и в нейтральных странах) и в самой Японии были уничтожены. Пытаясь обнаружить уцелевшие аппараты, американские оккупационные войска в Японии проводили поиски с 1945 по 1952 год.

## Сведения, полученные союзниками при расшифровке
Шифровальная машина Purple впервые была использована в июне 1938 года, но некоторые сообщения были взломаны криптоаналитиками США и Великобритании задолго до нападения на Пёрл-Харбор. Так, например, криптологи расшифровали и перевели японскую дипломатическую передачу, направленную в посольство в Вашингтоне, прежде, чем сами получатели смогли сделать то же самое. Состоящее из 14 частей сообщение гласило, что посольство должно было объявить о разрыве дипломатических отношений в час дня по вашингтонскому времени 7 декабря 1941 года (дата начала атаки). Из-за проблем с печатью и дешифровкой дипломатическое «сообщение Номуры» появилось с опозданием. Зашифрованные на Purple сообщения и японские коммуникации в целом были темой ожесточенных заседаний Конгресса после Второй мировой войны в попытке найти виновного в непредотвращении атаки на Пёрл-Харбор. Именно после этих заседаний японцы впервые осознали, что шифровальная машина Purple была действительно взломана.
Во время Второй мировой войны японский посол Хироси Осима, будучи генералом, скрупулезно изучал развитие военных сил Германии, а также их дислокацию. Всю полученную информацию он отправлял в Токио по радио в сообщениях, зашифрованных на Purple. В частности, он доложил своему командованию о расположении укреплений атлантического вала, которые возводились вермахтом на побережье Франции и Бельгии. Таким образом, Антигитлеровская коалиция получила значительную информацию о подготовке немцев к предстоящей высадке в Нормандии, так как американская и британская разведка расшифровывала каждый доклад посла в Токио.